# Kloastr-Pleiben
Le Cloître-Pleyben (en bretó Kloastr-Pleiben) és un municipi francès, situat a la regió de Bretanya, al departament de Finisterre. L'any 2006 tenia 562 habitants.

## Demografia
| 1962                                       | 1968 | 1975 | 1982 | 1990 | 1999 |
| ------------------------------------------ | ---- | ---- | ---- | ---- | ---- |
| 881                                        | 791  | 673  | 588  | 512  | 536  |
| Des de 1962: població sense dobles comptes |      |      |      |      |      |

## Administració
| Període | Identitat         | Partit |
| ------- | ----------------- | ------ |
| 2008-   | Dominique Bilirit |        |